# Chiraw
Chiraw ist eine niederländische Melodic-Death-Metal-Band aus Almelo, die im Jahr 2006 gegründet wurde.

## Geschichte
Die Band wurde im Januar 2006 gegründet. Nachdem sie ihre ersten fünf Lieder geschrieben hatten, nahm sie noch im selben Jahr die EP Resurrection auf und veröffentlichte sie. Die Band hielt diverse Live-Auftritte und gewann 2006 den Wettbewerb Aardschok/Jägermeister Metal Bash. Während dieser Zeit arbeitete die Band weiterhin an neuen Liedern und begab sich im Jahr 2007 ins Studio, um ihr Debütalbum Dark Frequencies aufzunehmen. Die Lieder wurden von Gerwin Bruins abgemischt und von Jochem Jacobs (Textures) abgemischt. Im Sommer 2008 unterschrieb die Band einen Vertrag bei Rusty Cage Records, sodass am 15. Oktober 2008 das Album bei diesem Label veröffentlicht wurde. Der Veröffentlichung folgten weitere diverse Auftritte und trat dabei zusammen mit Bands wie Sepultura, Textures, Hatesphere, Volbeat, Madina Lake und Dry Kill Logic auf. Im September 2009 begab sich die Band erneut mit Jochen Jacobs nach Amsterdam in das Split Second Sound Studio, um das zweite Album Scarecrow and Lullabies aufzunehmen. Im selben Jahr verließ Keyboarder Gijs Grootelaar die Band und wurde im Mai 2009 durch Peter Schmitz ersetzt. Scarecrow and Lullabies erschien im Jahr 2011.

## Stil
Die Band spielt klassischen Melodic Death Metal, wobei die Musik mit den Werken von Soilwork und Mercenary vergleichbar ist.

## Diskografie
- Resurrection (EP, 2006, Eigenveröffentlichung)
- Dark Frequencies (Album, 2008, Rusty Cage Records)
- Scarecrows and Lullabies (Album, 2011, Casket Music)